# Folgefonn (Schiff)
Die Folgefonn ist eine Doppelendfähre der norwegischen Reederei Norled.

## Geschichte
Das Schiff wurde unter der Baunummer 3 auf der Trondheim Verft in Trondheim für die Hardanger Sunnhordlandske Dampskipsselskap in Bergen gebaut. Der Rumpf wurde von der Werft Stocznia Cenal in Danzig zugeliefert. Das Schiff wurde im August 1998 abgeliefert und anschließend auf der Fährverbindung über den Fusafjord zwischen Hatvik und Venjaneset in Dienst gestellt.
Im November 2006 fusionierten Hardanger Sunnhordlandske Dampskipsselskap und Gaia Trafikk zum Unternehmen Tide. Der Fährverkehr wurde vom Unternehmen Tide Sjø übernommen.
Von September 2010 bis Dezember 2011 verkehrte die Fähre zwischen Gjermundshamn, Varaldsøy und Årsnes, bevor sie auf die Fährverbindung zwischen Jektevik, Nordhuglo und Hodnanes verlegt wurde.
Zum 1. Januar 2012 wurde Tide Sjø in Norled umbenannt.
2014 wurde die ursprünglich mit einem dieselelektrischen Antrieb gebaute Fähre auf Hybridantrieb umgebaut. Die Fähre konnte nun dieselelektrisch, hybrid oder vollelektrisch betrieben werden. Der Betrieb der Fähre lieferte nach dem Umbau wertvolle Informationen in Bezug auf den elektrischen Antrieb von Fähren, die unter anderem in die 2014 im Bau befindliche norwegische Fähre Ampere als weltweit erste elektrisch angetriebene Fähre einflossen.
2017 wurde die Fähre für vollelektrischen Betrieb umgerüstet. Der Anleger in Jektavik wurde mit einem Vakuum-Festmachersystem ausgestattet, in das ein System zum induktiven Laden der Akkumulatoren integriert wurde. Die Folgefonn war die erste Fähre, auf der ein System zum induktiven Laden der Akkumulatoren installiert wurde.
2018 erfolgten mit dem Schiff Tests für das automatische An- und Ablegen sowie den autonomen Betrieb zwischen den Fährstellen einschließlich der An- und Ablegemanöver.
Seit Juni 2022 verkehrt die Fähre über den Vågsfjord zwischen Stangnes und Sørrollnes, wo sie die Ibestad ersetzte.

## Technische Daten und Ausstattung
Die Fähre wird von zwei elektrisch mit jeweils 750 kW Leistung angetriebenen Propellergondeln angetrieben. Gebaut wurde die Fähre mit einem dieselelektrischen Antrieb. Für die Stromerzeugung standen vier von Mitsubishi-Dieselmotoren mit jeweils 480 kW Leistung angetriebene Generatoren zur Verfügung. 
Beim 2014 erfolgten Umbau der Fähre auf Hybridantrieb wurden für die Versorgung der Antriebsmotoren und des Bordnetzes Akkumulatoren mit einer Kapazität von 1000 kWh eingebaut. Geladen werden die Akkumulatoren am Anleger in Jektavik.
Seit der Umrüstung 2017 ist die Fähre für den vollelektrischen Betrieb vorbereitet. Da zunächst nur am Anleger in Jektavik die Möglichkeit der Ladung der Akkumulatoren bestand, wurde weiterhin ein Teil der benötigten Energie für den Antrieb durch die Dieselgeneratoren erzeugt.
Die Fähre verfügt über ein durchlaufendes Fahrzeugdeck mit drei Fahrspuren auf dem Hauptdeck sowie zwei erhöhte Fahrzeugdecks mit jeweils einer Fahrspur an beiden Seiten. Die erhöhten Fahrzeugdecks sind über feste Rampen mit dem Hauptdeck verbunden. An beiden Enden der Fähre befinden sich nach oben aufklappbare Visiere und eine kurze, herunterklappbare Rampe, die auf eine landseitige Rampe aufgelegt werden kann. Die Fahrzeugdecks sind teilweise überbaut. Auf einer Seite der Fähre befinden sich über dem seitlich erhöhten Fahrzeugdeck Decksaufbauten, auf die mittig das Steuerhaus aufgesetzt ist. Die nutzbare Durchfahrtshöhe auf dem Hauptdeck beträgt 4,8 m und auf den seitlich erhöhten Fahrzeugdecks 2,2 m. Die Einrichtungen für die Passagiere befinden sich auf dem Hauptdeck unter den seitlich erhöhten Fahrzeugdecks.
Die Kapazität der Fähre ist mit 200 Passagieren und 76 Pkw angegeben.